# Live Session (EP)
Live Session je EP skupine Panic! at the Disco, ki je izšel 13. junija 2006.

## Pesmi
1. "I Write Sins Not Tragedies" (Live) – 3:06
2. "Lying Is the Most Fun a Girl Can Have Without Taking Her Clothes Off" (Live) – 3:09
3. "But It's Better If You Do" (Live) – 2:50

### Sorodni članki
- A Fever You Can't Sweat Out